# Khalchayan
Khalchayan (anche Khaltchaïan) è un sito archeologico, ritenuto un piccolo palazzo o una sala di ricevimento, situato vicino alla moderna città di Denov, nella regione di Surxondaryo, nell'Uzbekistan meridionale. Si trova nella valle del Surkhan Darya, un affluente settentrionale dell'Oxus (moderno Amu Darya).

## Archeologia

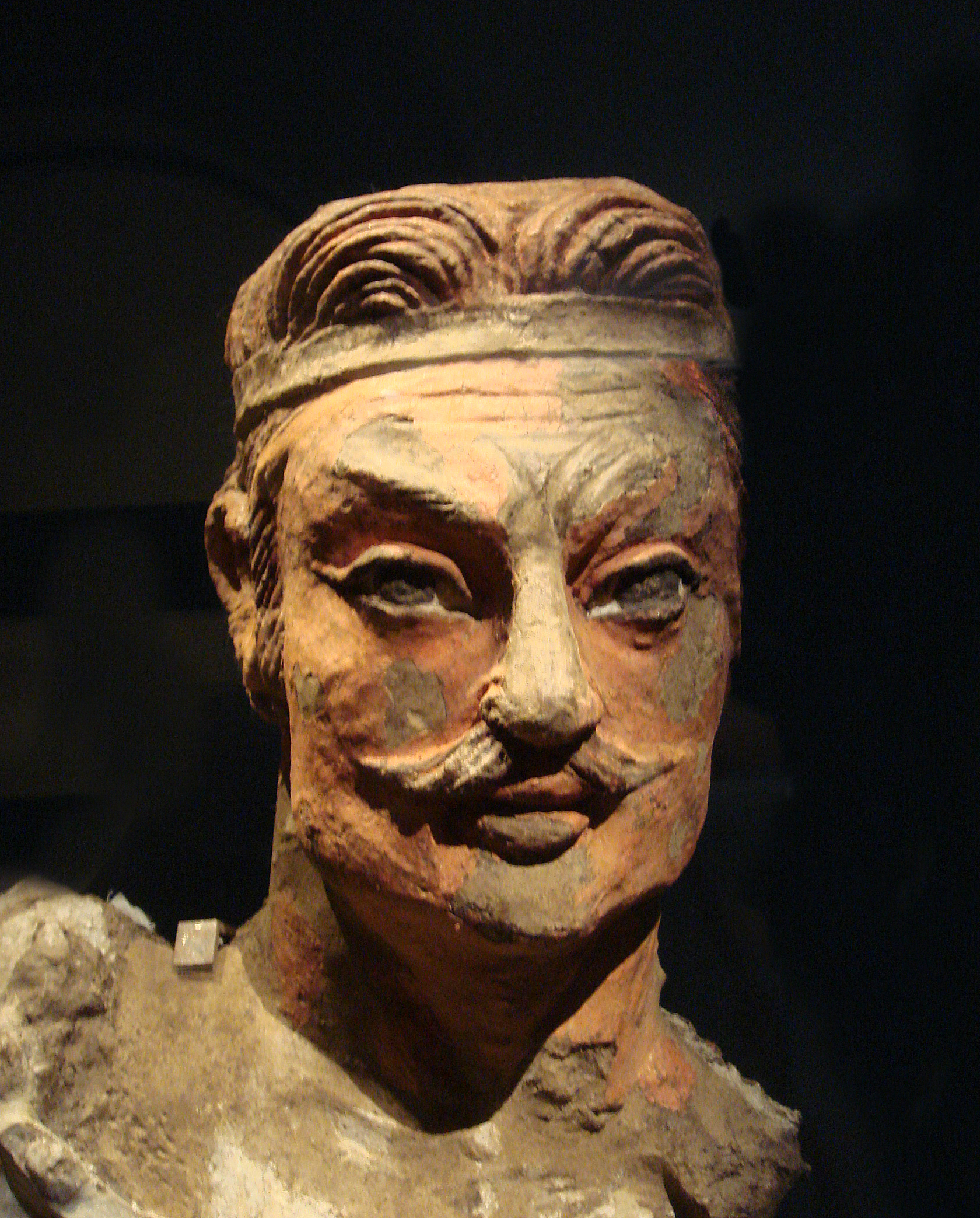
Testa di un principe Kushan (palazzo di Khalchayan, Uzbekistan)

Il sito viene solitamente associato agli antichi Kushan o ai loro antenati, gli Yuezhi. Il sito fu scavato da Galina Pugachenkova tra il 1959 ed il 1963. Le mura interne sono decorate con sculture in argilla datate alla prima metà del I secolo a.C. Vari pannelli raffigurano scene di vita Kushan: battaglie, feste, ritratti e regnanti.
Si ritiene che alcune scene scultoree di Khalchayan raffigurino i Kushan che combattono contro una tribù dei Saci. Gli Yuezhi sono raffigurati con un atteggiamento maestoso, mentre i Saci sono tipicamente rappresentat in atteggiamenti più o meno grotteschi.
Secondo Benjamin Rowland, l'arte di Kalchayan della fine del II secolo a.C. deriva in ultima analisi dall'arte ellenistica, e forse dall'arte delle città di Ai-Khanum e Nisa, ma presenta anche analogie con la successiva arte del Gandhara e potrebbe addirittura essere stata all'origine del suo sviluppo. Rowland richiama in particolare l'attenzione sulla somiglianza tra i tipi etnici rappresentati a Khalchayan e nell'arte del Gandhara, e anche nello stile stesso del ritratto. Ad esempio, Rowland trova una grande vicinanza tra la famosa testa di un principe Yuezhi di Khalchayan e le teste dei Bodhisattva di Gandhara, portando l'esempio della testa di un Bodhisattva conservata al Philadelphia Museum of Art.